# کاتنتون (آلاباما)
کاتنتون (به انگلیسی: Cottonton) یک منطقهٔ مسکونی در ایالات متحده آمریکا است که در شهرستان راسل، آلاباما واقع شده‌است. کاتنتون ۱۳۶ نفر جمعیت دارد و ۶۷٫۰۶ متر بالاتر از سطح دریا واقع شده‌است.